# Дуже скупий чоловік
Дуже скупий чоловік (англ. Very Mean Men) — американська кримінальна комедія 2000 року.

## Сюжет
Бармен розповідає своїм клієнтам історію двох мафіозних сімей, Мінетті, які працюють в італійському ресторані у східній частині Сан-Фернандо, і Малроні, які працюють в ірландському пабі на західній частині Сан-Фернандо. І про війну, яка спалахує, коли один з Мінетті не заплатив чайових.

## У ролях
| Актор              | Роль                    |
| ------------------ | ----------------------- |
| Метью Модайн       | бармен                  |
| Мартін Ландау      | містер Вайт             |
| Бен Газзара        | Джино Мінетті           |
| Скотт Байо         | Полі Мінетті            |
| Берт Янг           | Домінік Піазза          |
| Пол Бен-Віктор     | Джиммі Ді               |
| Біллі Драго        | Данте                   |
| Чарльз Дернінг     | Педді Малроні           |
| Луїза Флетчер      | Кетрін Малроні          |
| Джек МакГі         | Джоко Малроні           |
| Патрік Ренна       | Донні Малроні           |
| Айделіс ДеЛеон     | Аргентинець             |
| Пол Т. Мюррей      | Смайлі                  |
| Лі-Еллін Бейкер    | Мері                    |
| Пол Ганнінг        | Костал Едді             |
| Стівен Фрежек      | Джиммі                  |
| Девід Деблінгер    | Джоел                   |
| Сет Бурбен         |                         |
| Ребекка Дессертіне | Коллін                  |
| Джо Лара           | детектив Міллер         |
| Чарльз Неп'єр      | детектив Бейлі          |
| Лана Паррія        | Тереза                  |
| Стефан Маршан      | Ріккі Щур               |
| Мішель Яко         | Моніка Джонс / репортер |
| Тайлі Сонг         | корейська масажистка    |
| Келлі Деррік       | Ангел                   |
| Тоні Вітале        | нічний бармен           |
| Шеннон Маркетік    | Стефані Белфано         |
| Алехандро Патіно   | Хосе                    |
| Лі Россігнол       | людина, яка чекає       |
| Шеріл Руса         | дівчина біля Taco Stand |